# 馮從吾
馮從吾（1556年—1627年），字仲好，号少墟，陝西長安（今西安市）人，明朝政治人物，同進士出身，官至工部尚書。

## 生平
萬曆十六年（1588年）戊子科陕西鄉試舉人，十七年（1589年）登己丑科進士。改翰林院庶吉士，十九年八月授河南道監察御史。巡視中城，有宦官求見，但被他拒絕。禮科都給事中胡汝寧奸詐狡猾，多次彈劾不去。馮從吾揭發他作奸犯科之事，遂被調往外地。當時正值考核外官政績之時，馮從吾嚴格巡查，賄賂受請之事便不再發生。萬曆二十年（1592年）正月，馮從吾上疏告戒明神宗：“陛下郊廟不親，朝講不禦，章奏留中不發。試觀戊子以前，四裔效順，海不揚波；己丑以後，南倭告警，北寇渝盟，天變人妖，疊出累告。勵精之效如彼，怠斁之患如此。近頌敕諭，謂聖體違和，欲藉此自掩，不知鼓鐘於宮，聲聞於外。陛下每夕必飲，每飲必醉，每醉必怒。左右一言稍違，輒斃杖下，外庭無不知者。天下後世，其可欺乎！勿以天變為不足畏，勿以人言為不足恤，勿以目前宴安為可恃，勿以將來危亂為可忽，宗社幸甚。”神宗盛怒，想要在大殿之上杖責馮從吾。恰逢仁聖太后壽辰，加上閣臣們竭力化解才得以倖免。隨即便告老還鄉，後被起用為巡查長蘆等地鹽政。馮從吾潔身自好，任內惠利商人，違法亂紀之事均有所收斂。不久，馮從吾返回京師，適逢神宗因軍政之事大罷諫官。馮從吾也因而被革職，仍然是因為之前上疏諫言的緣故。馮從吾生性純樸誠實，有志於濂、洛之學，受業於許孚遠。罷官歸鄉後，閉門謝絕客人來訪，拿來古代賢人可以作為人們行為規範的言簡意賅的語句，體察考驗自己的身心，學問造詣更加精深。在家閑賦了整整二十五年。
萬曆四十八（1620年）明光宗登基。馮從吾被起用為尚寶卿，後晉升為太僕寺少卿，因為兄長去世而未赴任。不久改任大理寺少卿。天啟二年（1622年）擢左僉都御史。不到兩個月，又升任左副都御史。廷議梃擊、紅丸、移宮等三大案，馮從吾說：“李可灼以至尊嘗試，而許其引疾，當國何心！至梃擊之獄，與發奸諸臣為難者，即奸人也。”自此以後朝中群小皆畏懼他。不久，與鄒元標共同創建了首善書院，召集志同道合的人在這裡講學，給事中朱童蒙上疏詆毀書院。馮從吾說：“宋之不競，以禁講學故，非以講學故也。我二祖表章《六經》，天子經筵，皇太子出閣，皆講學也。臣子以此望君，而己則不為，可乎？先臣守仁，當兵事倥傯，不廢講學，卒成大功。此臣等所以不恤毀譽，而為此也。”於是馮從吾再次稱病求歸，明熹宗溫言安慰挽留。但是給事中郭允厚、郭興治又相繼努力詆毀鄒元標。馮從吾又說：“臣壯歲登朝，即與楊起元、孟化鯉、陶望齡輩立講學會，自臣告歸乃廢。京師講學，昔已有之，何至今日遂為詬厲？”於是再次上疏請求歸鄉。
天啟四年（1624年）春，起任南京右都御史，都接連推卻不任。被熹宗召見授予工部尚書。恰逢趙南星、高攀龍等人相繼離開朝廷，馮從吾連續上疏，極力請辭，熹宗遂同意其致仕。天啟五年（1625年）秋，魏黨張訥上疏詆毀馮從吾，馮從吾被革職。同鄉人王紹徽向來對馮從吾懷恨在心，等到他成為吏部官員，就立刻派遣喬應甲任陝西巡撫，想搜集各種罪證獲罪於他，但都沒有收穫。於是便毀掉了書院，推倒了聖賢塑像，將其扔到了城牆邊角。馮從吾不能忍受心中怒火，得病去世，年七十二。崇禎初年（1628年）崇祯帝恢復馮從吾官職，並追贈其太子少保，諡恭定。與鄒元標、鍾羽正等人並稱“西臺三正人”。

## 著作
著有《關學編》、《馮恭定金集》、《陝西通志》等。

## 家族
曾祖馮海。祖父馮信，王府官，贈奉政大夫保定府同知。父馮友，奉政大夫保定府同知。